# 이와사키촌 (아오모리현)
이와사키촌(岩崎村) 아오모리현 니시쓰가루군에 위치한 동해에 접했던 촌이다.
2005년 3월 31일에 인접한 니시쓰가루군 후카우라정이 합병해 새로운 후카우라정의 일부가 되어 소멸하였다.

## 연혁
- 1889년 4월 1일 - 정촌제 시행에 의해 니시쓰가루군 사와베촌, 이와사키촌, 마사미치시리촌, 히사다촌, 모리야마촌, 마츠가미촌, 쿠로사키촌, 오마코시촌과 합병해, 이와사키촌이 성립하였다.
- 2005년 3월 31일 - 니시쓰가루군 후카우라정과 합병해 후카우라정을 신설해 소멸하였다.

## 교통

### 철도
- 동일본 여객철도 고노선

### 도로
- 국도 101호선